# Bersteland

Bersteland  est une commune située dans l'arrondissement de Dahme-Forêt-de-Spree, qui fait partie du canton Unterspreewald du Land de Brandebourg (Allemagne).
Elle est née le 1er février 2002 du regroupement volontaire des communes indépendantes Freiwalde, Niewitz et Reichwalde qui en forment maintenant les quartiers.

## Géographie
Le territoire de la commune est situé à l'est de la vallée proglaciaire de Glogau-Baruth qui s'est formé durant la période de glaciation vistulienne ; il est arrosé par la petite rivière Berste (de). La Berste a sa source au sud de Luckau, et tourne vers l'est à la hauteur de Bersteland ; quelques kilomètres plus loin, à Lübben, elle se vers dans la Spree. Le territoire atteint son altitude maximale de 85 mètres dans l'arrondissement de Niewitz.

## Histoire

### Quartier Freiwalde

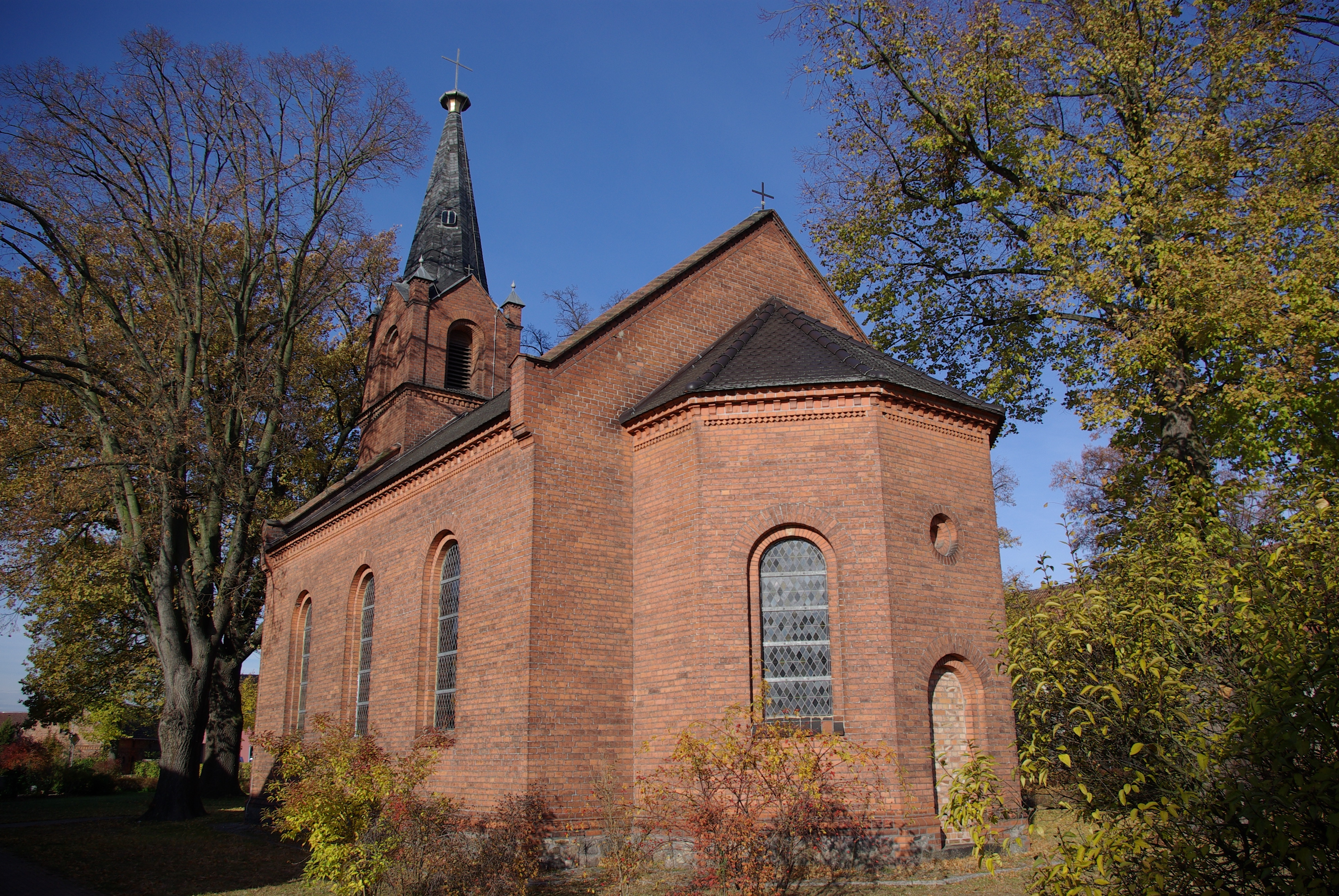
L'église de Freiwalde

La commune est documentée pour la première fois en l'an 1345. L'église villageoise, une construction rectangulaire néogothique, date de l'année 1871.

### Quartier Reichwalde
Reichwalde (en langue wende Rikowald, Rychwald) est mentionné pour la première fois en 1170 dans un document. Au XIVe siècle, les seigneurs Strehle et Bieberstein ont érigé, sur un plateau wende entouré de marais, une ferme appelée « Burg Reichwalde ».

### Quartier Niewitz

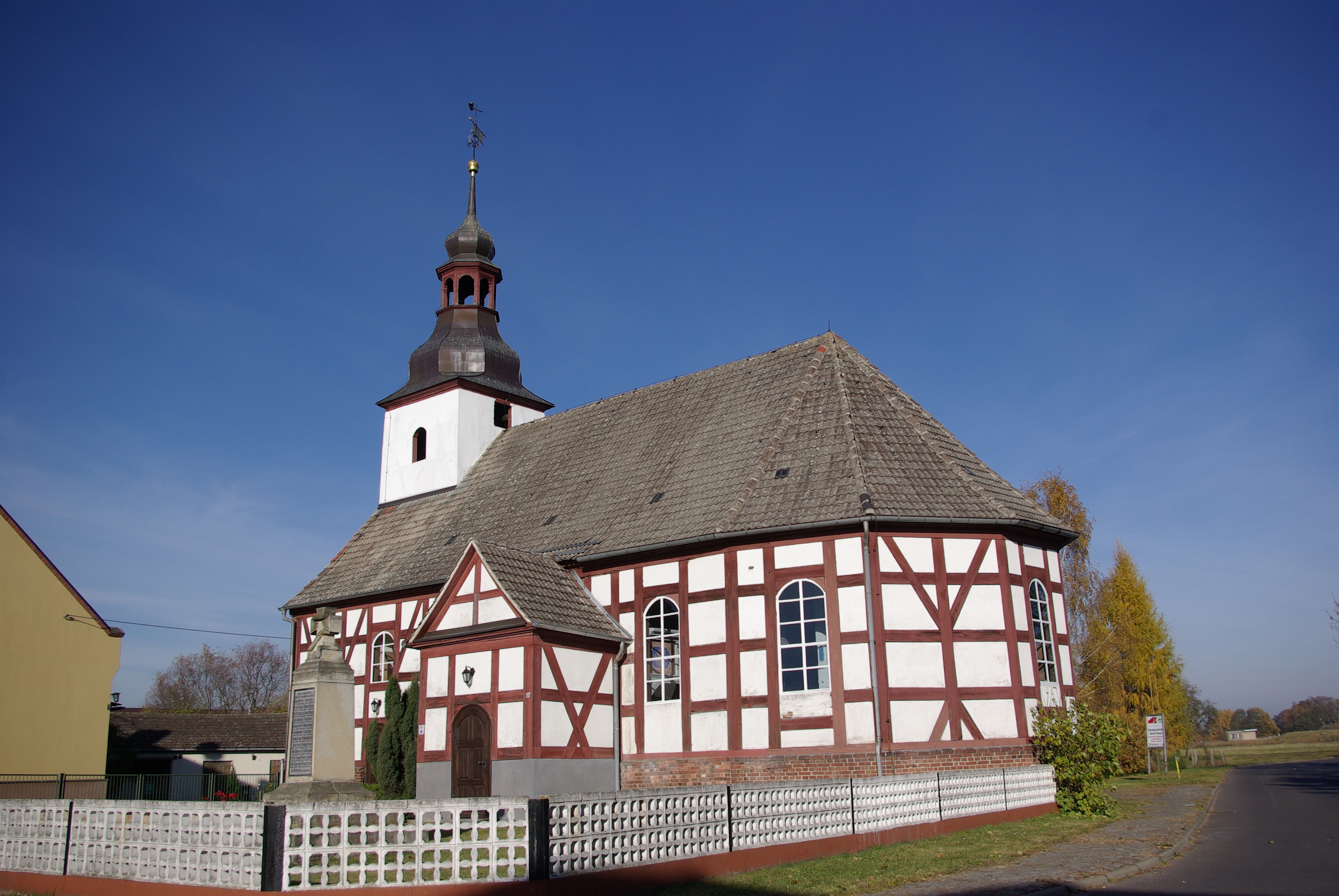
L'église de Niewitz

Comme pour Freiwalde, la première mention de Niewitz figure dans un document de l'année 1345.
La structure circulaire de l'agglomération, que l'on peut encore bien observer aujourd'hui, date de son origine wende. Le nom du village vient du mot bas-sorabe nieva qui signifie « champ fertile ».
Jusque dans les années 1950, on fabriquait de briques à Niewitz; le matériau provenait de mines d'argile situées à proximité.

## Économie et communication
Le commerce emploie de nombreux habitants du quartier Freiwalde, où est située l'aire de repos et la station-service Freiwalde de l'autoroute. À Niewitz est situé l'hôtel Speewaldpark qui offre 200 lits.

### Communication
Le territoire communal est traversé par la Bundesautobahn 13 (Berlin-Dresde). À la sortie Freiwalde, l'autoroute croise la Bundesstraße 115 (Lübben-Jüterbog). La gare la plus proche, dans la commune proche de Schönwald, est située sur la ligne ferroviaire Berlin–Cottbus.

## Monuments

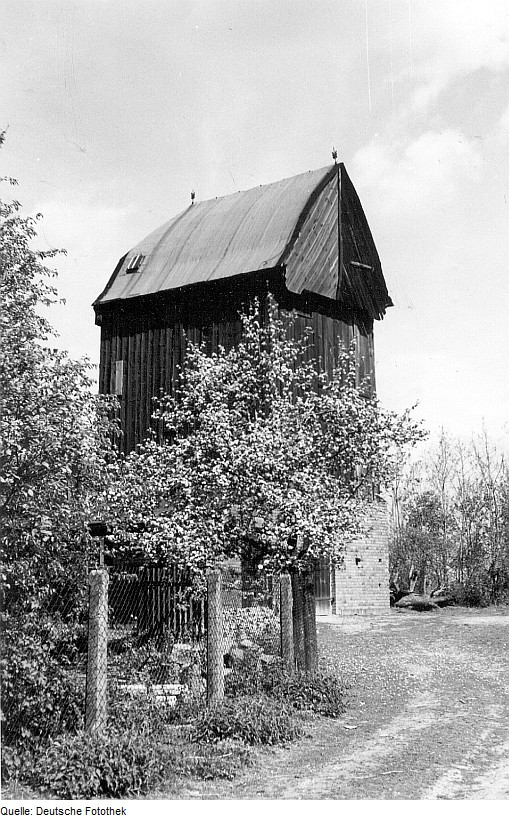
Ancien moulin à eau.

- Église à colombages du quartier Niewitz, datant de la première moitié du XVIIIe siècle
- Ancien moulin à eau du quartier Reichwalde
- Centre du village du quartier Reichwalde
- paysanne au Sandberg, dans le quartier Freiwalde
- Ferme à colombage, situé au 12, Dorfstraße, dans le quartier Freiwalde

La liste des monuments historiques de Bersteland (de) contient les monuments qui figurent dans liste des monuments historiques du Brandebourg.